# Александров, Николай Александрович (коневод)
Никола́й Алекса́ндрович Алекса́ндров (1922—1990) — советский передовик сельского хозяйства, старший табунщик конного завода № 168, затем бригадир коневодства в Ставропольском крае. Герой Социалистического Труда (1952).

## Биография
Родился в 1922 году.
Трудовую биографию начал в 1938 году плотником в Москве. Участвовал в строительстве павильонов ВДНХ, реконструкции публичной библиотеки им. Ленина, корпусов Кремля.
Участник Великой Отечественной войны. Был военным связистом. Прошёл с боями от Москвы до Берлина. Удостоен ордена Славы 3-й степени, медалей «За отвагу», «За освобождение Варшавы», «За взятие Берлина». Был тяжело ранен.
После войны работал бригадиром коневодства в Ставропольском крае. За высокие показатели в коневодстве (при табунном содержании выращено 106 жеребят от 107 кобыл) был удостоен звания Героя Социалистического Труда.
В 1962 году окончил школу маслосыроделия. В 1971 году приехал в город Каменск-Шахтинский и более 10 лет работал заместителем директора Каменского гормолзавода.
Окончил двухгодичные высшие экономические курсы при Ростовском институте народного хозяйства.
Умер в 1990 году в Каменске-Шахтинском.

## Награды
- Герой Социалистического Труда (1952).
- Орден Ленина, орден Славы 3-й степени.
- Медали «За отвагу», «За освобождение Варшавы», «За взятие Берлина».